# Oliver Wilkes
Oliver Wilkes, född 14 juli 1995, är en brittisk roddare.

## Karriär
I maj 2023 vid EM i Bled tog Wilkes guld tillsammans med David Ambler, Matthew Aldridge och Freddie Davidson i fyra utan styrman. I september 2023 vid VM i Belgrad tog de sitt första VM-guld tillsammans i fyra utan styrman. I april 2024 vid EM i Szeged försvarade de sitt EM-guld i fyra utan styrman. Vid olympiska sommarspelen 2024 i Paris tog de brons tillsammans i fyra utan styrman.